# Nvidia-GeForce-4-Serie

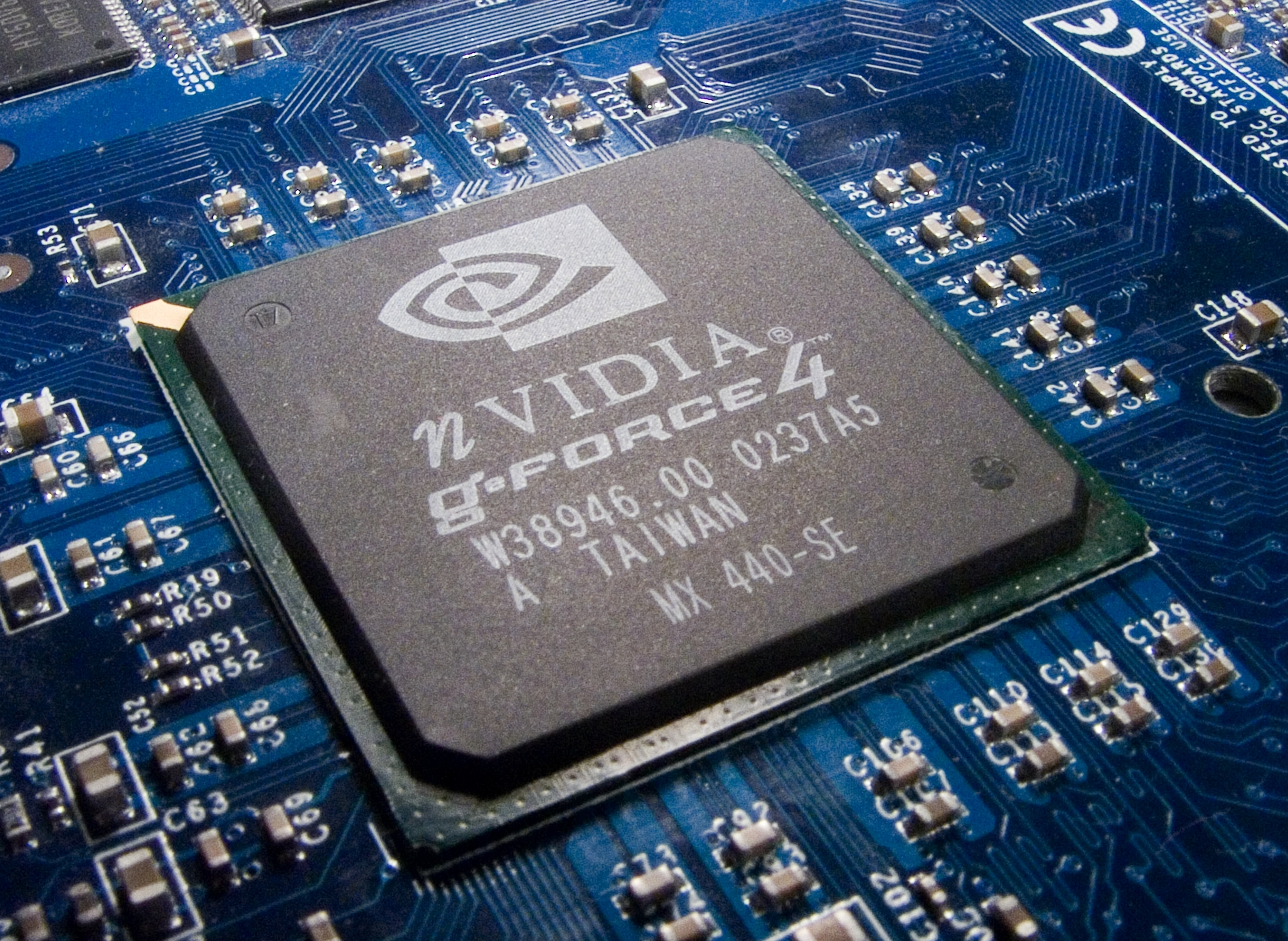
GeForce4 MX 440-SE ohne Kühlkörper

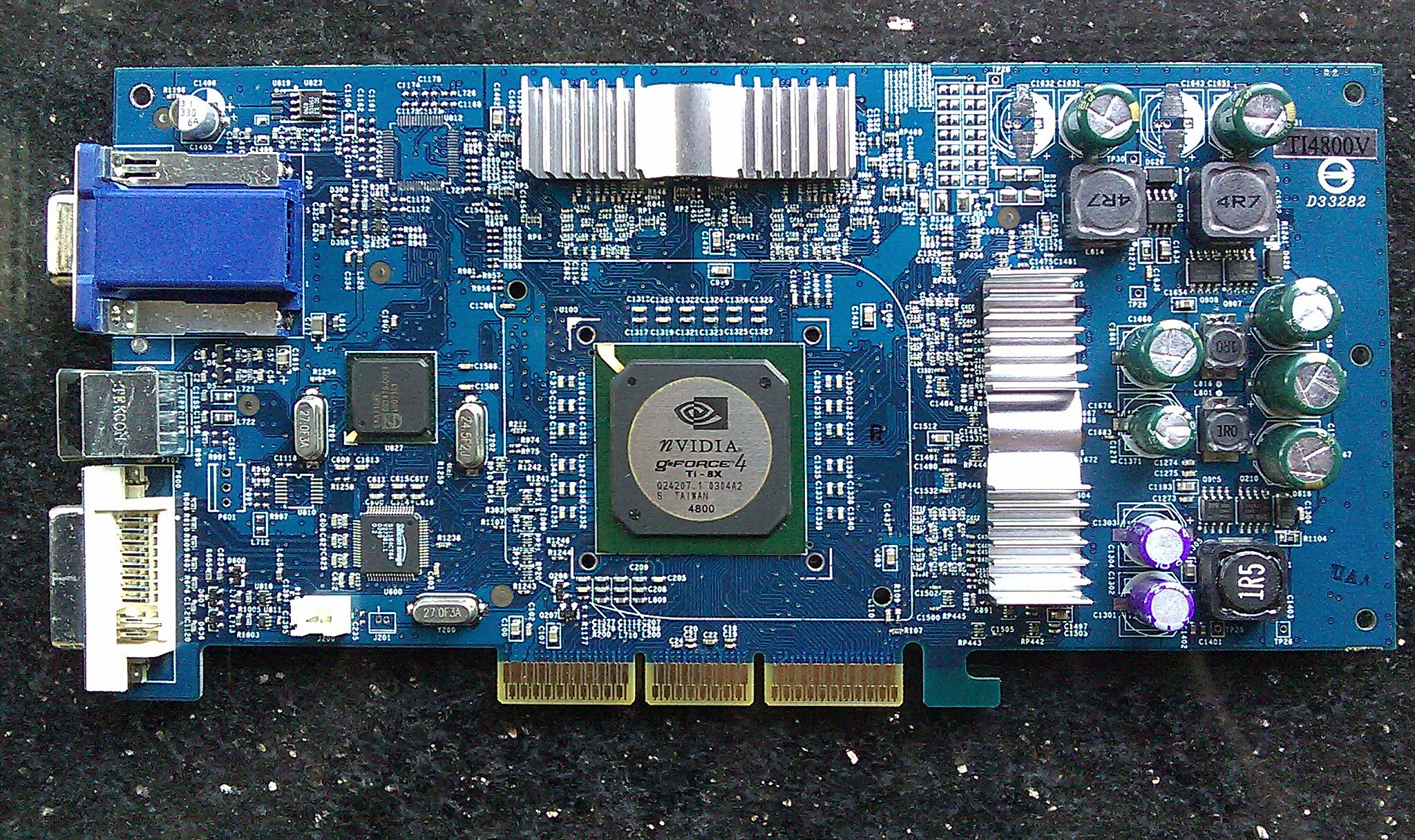
Albatron GeForce4 Ti 4800 ohne Lüfter

Die GeForce-4-Serie ist eine Serie von Desktop-Grafikchips des Unternehmens Nvidia und Nachfolger der GeForce-3-Serie. Sie erschien im Mai 2002 und gilt als eine der kommerziell erfolgreichsten Grafikkartenserien überhaupt. Ein direktes Konkurrenzprodukt war die Radeon 8000-Serie des Herstellers ATI Technologies. Die GeForce-4-Serie wurde von der GeForce-FX-Serie abgelöst.

## Technisches
Die GeForce4 Ti ist eine direkte Weiterentwicklung der GeForce3 Ti und war gedacht für den anspruchsvollen Spieler.
Dagegen basiert die für Einsteiger gedachte GeForce4 MX auf einem überarbeiteten NV11 der GeForce-2-Serie, die unter anderem den verbesserten Speichercontroller des GeForce-4-Ti-Modelles enthielten. Demzufolge besitzen die GeForce4 MX keine Pixel- und Vertexshader, sondern nur eine Hardware-T&L-Einheit. Daher sind die MX-Modelle der 4er-Serie DirectX-7-Karten, die Ti-Modelle dagegen DirectX-8-Karten.

### Grafikprozessoren
Innerhalb der GeForce-4-Serie kommen verschiedene Grafikprozessoren zum Einsatz, die sich hauptsächlich hinsichtlich ihrer 3D-Fähigkeiten und ihrer Grafikpipeline-Konfiguration unterscheiden. Alle Grafikprozessoren der GeForce-4-Serie haben ein natives AGP-Interface. NV19 war ein Marketingname für einen zusammen mit einem PCIe-Brückenchip verkauften NV18.
| Grafik- chip | Fertigung | Fertigung      | Fertigung   | Renderpipelines | Renderpipelines | Renderpipelines | API-Support | API-Support | Bus- Schnitt- stelle |
| Grafik- chip | Pro- zess | Transi- storen | Die- Fläche | Pipes×TMU×VPU   | Pixel- shader   | Vertex- shader  | DirectX     | OpenGL      | Bus- Schnitt- stelle |
| ------------ | --------- | -------------- | ----------- | --------------- | --------------- | --------------- | ----------- | ----------- | -------------------- |
| NV17         | 150 nm    | 29 Mio.        | 65 mm²      | 2 × 2           | 1.1             | 1.1             | 7.0         | 1.2         | AGP 4x               |
| NV18         | 150 nm    | 29 Mio.        | 65 mm²      | 2 × 2           | 1.1             | 1.1             | 7.0         | 1.2         | AGP 8x               |
| NV25         | 150 nm    | 63 Mio.        | 142 mm²     | 4 × 2 × 2       | 1.3             | 1.1             | 8.0         | 1.4         | AGP 4x               |
| NV28         | 150 nm    | 63 Mio.        | 142 mm²     | 4 × 2 × 2       | 1.3             | 1.1             | 8.0         | 1.4         | AGP 8x               |

## Namensgebung
Innerhalb der zwei Segmente MX (Mainstream-Modelle) und Ti (High-End-Modelle) wird die Reihenfolge der Leistungsfähigkeit mit einer drei- (MX) bzw. vierstelligen (Ti) Nummer gekennzeichnet. Eine höhere Nummer bedeutet dabei einen leistungsfähigeren Grafikchip. Mit SE werden leistungsreduzierte Versionen des Grafikchips mit der gleichen Nummer bezeichnet. PCX bezeichnet eine Grafikkarte mit Brückenchip zum Einsatz in PCI-Express-Systemen.

## Modelldaten
| Modell              | Offizieller Launch | Grafikprozessor (GPU) | Grafikprozessor (GPU) | Grafikprozessor (GPU) | Grafikspeicher | Grafikspeicher | Grafikspeicher | Grafikspeicher      | Grafikspeicher    |
| Modell              | Offizieller Launch | Typ                   | Takt (MHz)            | Füllrate (MT/s)       | Größe (MB)     | Takt (MHz)     | Typ            | Speicher- interface | Bandbreite (GB/s) |
| ------------------- | ------------------ | --------------------- | --------------------- | --------------------- | -------------- | -------------- | -------------- | ------------------- | ----------------- |
| GeForce4 MX 420     | Feb. 2002          | NV17                  | 250                   | 1000                  | 64             | 166            | SDR            | 128 Bit             | 2,7               |
| GeForce4 MX 420     | Okt. 2002          | NV18                  | 250                   | 1000                  | 64             | 166            | DDR            | 64 Bit              | 2,7               |
| GeForce4 MX 440 SE  | Feb. 2002          | NV17                  | 250                   | 1000                  | 64             | 166            | SDR            | 128 Bit             | 2,7               |
| GeForce4 MX 440 SE  | Okt. 2002          | NV18                  | 250                   | 1000                  | 64             | 166            | DDR            | 64 Bit              | 2,7               |
| GeForce4 MX 440 SE  | Okt. 2002          | NV18                  | 250                   | 1000                  | 64             | 166            | DDR            | 128 Bit             | 5,3               |
| GeForce4 MX 440     | Feb. 2002          | NV17                  | 270                   | 1080                  | 64             | 200            | DDR            | 128 Bit             | 6,4               |
| GeForce4 MX 440     | Okt. 2002          | NV18                  | 275                   | 1100                  | 64             | 256            | DDR            | 128 Bit             | 8,2               |
| GeForce4 MX 460     | Feb. 2002          | NV17                  | 300                   | 1200                  | 64             | 275            | DDR            | 128 Bit             | 8,8               |
| GeForce4 MX 4000    | Ende 2003          | NV18                  | 250                   | 1000                  | 128            | 133            | DDR            | 32 Bit              | 1,1               |
| GeForce4 MX 4000    | Ende 2003          | NV18                  | 250                   | 1000                  | 128            | 200            | DDR            | 64 Bit              | 3,2               |
| GeForce4 MX 4000    | Ende 2003          | NV18                  | 275                   | 1100                  | 128            | 166            | DDR            | 128 Bit             | 5,3               |
| GeForce4 PCX 4300   | Feb. 2004          | NV18                  | 275                   | 1100                  | 128            | 200            | DDR            | 64 Bit              | 3,2               |
| GeForce4 PCX 4300   | Feb. 2004          | NV18                  | 275                   | 1100                  | 128            | 200            | DDR            | 128 Bit             | 6,4               |
| GeForce4 Ti 4200    | Feb. 2002          | NV25                  | 250                   | 2000                  | 64             | 250            | DDR            | 128 Bit             | 8,0               |
| GeForce4 Ti 4200    | Feb. 2002          | NV25                  | 250                   | 2000                  | 128            | 222            | DDR            | 128 Bit             | 7,1               |
| GeForce4 Ti 4200    | Feb. 2002          | NV28                  | 250                   | 2000                  | 128            | 256            | DDR            | 128 Bit             | 8,2               |
| GeForce4 Ti 4400    | Feb. 2002          | NV25                  | 275                   | 2200                  | 128            | 275            | DDR            | 128 Bit             | 8,8               |
| GeForce4 Ti 4600    | Feb. 2002          | NV25                  | 300                   | 2400                  | 128            | 325            | DDR            | 128 Bit             | 10,4              |
| GeForce4 Ti 4800 SE | Feb. 2003          | NV28                  | 275                   | 2200                  | 128            | 275            | DDR            | 128 Bit             | 8,8               |
| GeForce4 Ti 4800    | Feb. 2003          | NV28                  | 300                   | 2400                  | 128            | 325            | DDR            | 128 Bit             | 10,4              |

Hinweis
- Die angegebenen Taktraten sind die von Nvidia empfohlenen bzw. festgelegten. Allerdings liegt die endgültige Festlegung der Taktraten in den Händen der jeweiligen Grafikkarten-Hersteller. Daher ist es durchaus möglich, dass es Grafikkarten-Modelle gibt oder geben wird, die abweichende Taktraten besitzen.